# Rachel Summers
Rachel Anne Summers (más conocida como Rachel Grey) es un personaje ficticio que aparece en los cómics estadounidenses publicados por Marvel Comics. El personaje fue creado por el escritor Chris Claremont y el artista / coguionista John Byrne.
En su primera aparición, el apellido del personaje no fue revelado; Publicaciones posteriores y retcons expandieron aún más su historia de fondo para involucrar a personajes centrales de la continuidad de la corriente principal. Ella es la hija de las futuras alternativas contrapartes de Cíclope (Scott Summers) y Jean Gray-Summers de una dura distopía, la hermana de Nate Grey y media hermana de Cable, una sobrina de Havok (Kaos) y Vulcan (Vulcano), y una poderosa mutante por derecho propio. Ella heredó el vasto talento telepático y telequinetico de su madre y los nombres en clave Fénix (Phoenix) y Marvel Girl —o Chica Maravillosa en España— antes de adoptar su propio nombre en clave Prestigio (Prestige). Aunque el personaje se considera exclusivo del "multiverso" de Marvel Comics, su nombre se ha utilizado para designar a la madre de los personajes de Marvel Hyperstorm —Hipertormenta— y Dream Richards en las respectivas líneas de tiempo.

## Historial de publicaciones
Rachel apareció por primera vez en The Uncanny X-Men # 141 (enero de 1981) y desde entonces ha estado afiliada a varios equipos de superhéroes de cómics, incluidos los X-Men y Excalibur.

## Historia

### Origen
Rachel Anne Summers viene de una realidad alternativa (Tierra-811), también conocida como Días del futuro pasado. En esta realidad, el asesinato del senador Robert Kelly provocó la ratificación del Acta de Registro Mutante, lo que lleva a un futuro distópico donde los robots cazadores de mutantes, los Centinelas, gobiernan el mundo. En esta realidad, la X-men Jean Grey, que en realidad era el fénix,no murió al final de la Saga de Fénix Oscura, sino que volvió a la Tierra, se casó con Cíclope y tuvieron una hija llamada Rachel. Cuando el caos anti-mutante estalló, y los X-Men fueron asesinados, Rachel fue secuestrada por agentes leales a Ahab, que utilizó drogas e hipnoterapia para convertir a Rachel en un "perro sabueso", un mutante que sigue la pista de otros mutantes. Ella cumplió sus deberes, pero sus facultades psíquicas la vincularon con sus víctimas, alimentando su dolor y desesperación, hasta que atacó a Ahab y acabó con él. Ella fue enviada a un campo de concentración. Allí se hizo amiga de los rebeldes supervivientes X-Men: Wolverine, Magneto, Coloso, Tormenta, Kitty Pryde (Kate Pryde), y su futuro amante, el adulto Franklin Richards.
Rachel logró enviar la conciencia de Kate al pasado hacia su "yo" más joven (la Kitty Pryde de nuestra realidad) para evitar el asesinato del senador Kelly, pero no cambió su tiempo. Rachel envió entonces a su propia forma astral al pasado para averiguar por qué su mundo no cambió y descubrió que había enviado a Kate a un pasado alternativo.
Rachel y Kate irrumpieron en el "Proyecto: Nimrod", en una misión suicida para destruir a un nuevo modelo de Centinela, y fueron atrapadas. Cuando Kate pronunció las palabras "Fénix Oscura", la Fuerza Fénix arrancó a Rachel de su línea de tiempo y la trajo a nuestro tiempo. Estando en nuestro tiempo, ella se enteró de que Jean Grey había muerto y que su padre estaba casado con otra persona. Rachel experimentó dolor y trauma (adicionales al desplazamiento temporal) cuando se descubrió que la nueva esposa de su padre, Madelyne Pryor, estaba embarazada de un hijo (Nathan Summers) porque en su línea temporal, ella había sido la primera descendiente de Scott Summers.

### X-Men
Rachel se unió brevemente a los X-Men antes de encontrarse con un cristal holoempático Shi'Ar en casa de sus abuelos maternos. El cristal fue grabado con una parte de la esencia de la madre de Rachel en su interior como un homenaje a la familia, poco después de la muerte de Jean Grey. Después que Rachel dio un voto de recordar a su madre con el uniforme y el nombre de Fénix, la Fuerza Fénix se unió totalmente con ella. Se le concedió el acceso a un poder de una magnitud cósmica, aunque de una manera mucho más limitada que la Fénix Oscura. Poco después de haber llegado a nuestro tiempo, Rachel fue perseguida por Selene, la despiadada Reina Negra del Club Fuego Infernal. Rachel tuvo la intención de vengarse de Selene por los asesinatos que había cometido. Selene demostró no ser rival para el nuevo potencial mayor de Rachel, pero justo cuando estaba a punto de matar a Selene, Wolverine llegó y se vio obligado a apuñalar a Rachel en el pecho para evitarlo. Mortalmente herida, Rachel terminó cayendo bajo la influencia de la malvada Espiral y su vil laboratorio conocido como la "Tienda Corporal" (Body Shoppe).

### Excalibur
Meses más tarde, mientras se recuperaban de unas lesiones en la Isla Muir, Kitty Pryde y Nightcrawler creyeron que los X-Men habían muerto. Ellos ayudaron a Rachel a escapar del Mojoverso. Los tres ex-X-Men se mudaron a Inglaterra. Allí, junto con el Capitán Britania y Meggan, fundaron el equipo británico de superhéroes, Excalibur. Cuando Rachel supo que Jean Grey estaba viva, ella buscó un vínculo con Jean, pero Jean rechazó cualquier contacto con ella. Jean todavía sentía resentimiento hacia la Fuerza Fénix por el robo de una parte de su vida. También rechazó Rachel porque sentía que su existencia, era un recordatorio constante del futuro distópico que temía podría llegar a pasar. Con el tiempo, sin embargo, Jean dejó de lado esos sentimientos y dio la bienvenida formal a Rachel en su vida.

### Askani
Rachel se quedó con Excalibur hasta que un incidente causó que Capitán Britania que se perdiera en la corriente temporal. Rachel cambió de lugar con el perdido Capitán Britania y resurgió dos mil años en el futuro, en un mundo conquistado por Apocalipsis y aplastado bajo su puño de hierro. Ella reunió a un grupo de rebeldes y fundó el Clan Askani. Ella envió a uno de sus seguidores a viajar en el tiempo y traer a su "hermano", Nathan en el tiempo cuando fue infectado con un virus tecno-orgánico. Los Askani clonaron a Nathan temiendo que no fuera capaz de sobrevivir al virus. Pero los seguidores de Apocalipsis atacaron a los Askani y tomaron al clon (que más tarde se convertiría en el supervillano Stryfe), dejando a Rachel gravemente herida. Con su todavía vasto poder, Rachel capturó la mente de Cíclope y Jean y la envió a su era futura, con los cuerpos e identidades de "Slym" y "Redd", para cuidar a Nathan y ser sus tutores en el uso de sus poderes. Rachel finalmente murió diez años más tarde y envió a Cíclope y Jean de vuelta a sus cuerpos originales segundos después de que los llevó al futuro.
Después de que Nathan, ahora conocido como Cable derrotó finalmente a Apocalipsis, entró en la línea de tiempo para recuperar a Rachel. Allí, él descubrió una Rachel sin la Fuerza Fénix. Con la muerte prematura de Apocalipsis, la línea de tiempo Askani fue apartada de la corriente temporal d.e Universo Marvel, la Tierra-616. Cable rescató a Rachel, y esta, ahora libre, fue capaz de utilizar los residuos de la Fuerza Fénix para regresarlos a ambos al presente. A continuación, ella decidió tomarse un descanso y se matriculó en la universidad después de que ella le hizo prometer a Cable que no le dijera a nadie que estaba de vuelta. A pesar de sus esfuerzos por vivir una vida normal, Rachel fue secuestrada por el telépata Elías Bogan y posteriormente rescatada por los X-Men.

### Regreso
Ella decidió unirse a los X-Men, tomando el nombre de "Marvel Girl" para honrar a su madre (que había muerto recientemente de nuevo). Ella también cambió su apellido por el de "Grey", posiblemente para expresar su desaprobación por la traición de su padre hacia la memoria de Jean con su relación con Emma Frost. Ella y Emma hicieron una especie de tregua durante una de las misiones del equipo en Hong Kong. Su temporada con el equipo también incluyó una visita a la Tierra Salvaje. En esta aventura, Rachel controló la mente de una tribu de gente-dinosaurio, los Hauk'ka, haciéndoles creer que pertenecía a su especie. Después, ella inconscientemente usó su telequinesis para cambiar su propio genoma. Esto se revirtió con el tiempo. Después de los eventos de la Dinastía de M, donde la mayoría de los mutantes del mundo perdió sus poderes, el gobierno tuvo Centinelas instalados en la Mansión X para proteger a los mutantes en el caso de un ataque de sus enemigos. Aunque sus intenciones eran buenas, este evento recordó a Rachel su línea de tiempo anterior, cuando los Centinelas llevaron a mutantes a campos de concentración.

### El Fin de los Grey
Rachel pasó algún tiempo con sus abuelos maternos. En una reunión familiar con todos sus familiares, un llamado "Comando de Muerte Shi'Ar", atacó y mató a todos, en un esfuerzo por eliminar el genoma Grey. El Comando, fue incapaz de matar a Rachel, pero en cambio, uno de los miembros fue capaz de marcarla con un tatuaje de un fénix en la espalda, que les permitiría dar con ella dondequiera que fuera. Se supone que el único miembro restante de la familia Grey. además de Rachel, es Cable. Después, en las tumbas de la familia Grey, Rachel juró venganza.
Los Comandos de Muerte más adelante siguieron a Rachel a la oficina de psiquiatría de la Dra. Maureen Lysinski. Rachel, con la ayuda de Psylocke, Nightcrawler, Bishop y Bala de Cañón, derrotó a los Comandos de la Muerte. Ella decidió encarcelarlos, en vez de matarlos.

### Starjammers
Rachel, junto con Kaos, Nightcrawler, Warpath, Darwin y Polaris, fue reclutada por el Profesor Charles Xavier para una misión espacial para detener a Vulcan, que había viajado al Imperio Shi'Ar. Rachel aceptó en un intento de vengarse de los Shi'Ar por la muerte de la Familia Grey.
Mientras que en el espacio, el equipo fue atacado por Korvus, un guerrero Shi'Ar enviado para matar a Rachel. El ancestro de Korvus, Rook'shir, era un anfitrión anterior de la Fuerza Fénix, y una pequeña porción del poder del Fénix se quedó su espada, la espada del Fénix. Con este poder, Korvus atacó a los X-Men, pero cuando Rachel se interpuso, sus mentes quedaron vinculadas. A través de este enlace, Rachel se enteró de que la familia de Korvus también fue asesinada por el gobierno Shi'Ar debido a su conexión con el Fénix. Fénix recibe de nuevo un fragmento del poder del Fénix alojado en la espada, y comienza un romance con Korvus. Ella pronto rompe la relación después de que ella se da cuenta de su vínculo es solo por el residuo de la Fuerza Fénix.
Rachel es uno de los X-Men varados en el espacio Shi'Ar cuando su nave se envía a la Tierra.
Después de la muerte de su otro abuelo, Corsair, a manos de Vulcan, Rachel junto con Kaos, Polaris, Korvus, Ch'od, y Raza, se convierten en los nuevos Starjammers.
Durante un pacto temporal entre los Starjammers y Vulcan, Rachel entra en contacto de nuevo con los Comandos de Muerte, y trata de matarlos para vengar la muerte de sus familiares, sin embargo, ella se detiene ante Polaris. Al final, todos los Starjammers son capturados por los Shi'Ar, excepto Rachel, Korvus y Lilandra.
Poco después, Rachel logra ayudar al resto de los Starjammers de las garras de Vulcan, sin embargo, poco después, el poder residual de la Fuerza Fénix la abandona permanentemente.
Incluso sin sus poderes del Fénix, Rachel es lo suficientemente potente como para atrapar a Gladiator en una ilusión con el fin de mantenerlo distraído de la batalla. Su estrategia vale la pena y el grupo es capaz de liberar a Lilandra.
Rachel se convierte en guardaespaldas de Lilandra, junto con el resto de los Starjammers. En el planeta natal de los Shi'Ar, Lilandra asume su trono, pero al mismo tiempo, haciendo un gesto ceremonial, es asesinada por el asesino conocido como Razor.
Después de que Lilandra es asesinada, Rachel lucha junto a los Starjammers en contra de la Guardia Shi'Ar y Araki, que ha convocado a los mismos Comandos de Muerte que mataron a la familia de Rachel. Al final del combate, Vulcan es derrotado, y capturado en Attilan, la ciudad de los Inhumanos.
Mientras Rachel y los demás estaban de regreso a la Tierra, Rachel intentó establecer contacto con el Profesor Xavier y Emma Frost, con un mensaje. Sin embargo en ese momento, Moira (una personalidad alternativa de la Legión) bloquea el mensaje. Poco después el grupo será rescatado por Rogue.

### Regenesis
Una vez de vuelta en la Tierra, Rachel acepta la oferta de Wolverine de formar parte de la nueva "Escuela Jean Grey para Jóvenes Superdotados".
Al estallar la guerra con los Vengadores, Rachel junto con Hombre de Hielo, piden permiso a Wolverine para ayudar a Cíclope a rescatar a Hope.
Cuando los X-Men y los Vengadores entran en conflicto por el control de la joven mutante mesías, Hope Summers ante el regreso del Fénix, Rachel se ofrece a ayudar a Cíclope y a sus X-Men a retener a la joven. Pero cuando Cíclope y otros X-Men son corrompidos por el Fénix, Rachel se une a los Vengadores en su intento por detenerlos.
Más tarde, los X-Men buscan a Arkea, un personaje que intenta resucitar a enemigos caídos de los X-Men. Los X-Men son atacados por la Hermandad de Mutantes Malignos y Rachel es prisionera de Madelyne Pryor y Selene. Es liberada más tarde por los X-Men.
Más tarde, Rachel es parte del equipo de X-men encargado de detener al Monolito Viviente. Cuando Spider-Man obtiene un lugar dentro de la Escuela Jean Grey, Rachel comienza a sospechar de la verdad de su presencia en el grupo. Sin embargo, sus memorias son borradas por Martha Johansson.

### X Men Desunidos
Rachel es una de los X-Men que presuntamente murieron el la lucha contra Nate Grey. Eventualmente se reveló que estaban prisioneros en una dimensión paralela.

## Poderes
Rachel heredó las habilidades telepáticas y telequinéticas de Jean Grey, su madre. Puede leer mentes, proyectar sus pensamientos en la mente de otros, aturdir mentes con descargas psíquicas y mover todo tipo de objetos con la mente. Ella también puede volar utilizando su poder mental.
Uno de los principales talentos de Rachel es la de poder acceder a su forma astral y viajar a través no solo del tiempo y el espacio, sino también de las dimensiones. Ella también puede hacer que la mente de otros realice estos viajes. Gracias a este poder, fue capaz de traer a nuestra línea temporal a la Kitty Pryde de su mundo, y fue capaz de llevarse la mente de Cíclope y Jean Grey 2000 años al futuro.
Cuando Rachel tuvo el poder de la poderosa Fuerza Fénix, sus habilidades naturales se aumentaron en niveles cósmicos y divinos, convirtiendo a Rachel en un ser invulnerable y virtualmente omnipotente. Con el poder del Fénix también es capaz de sobrevivir en el espacio y viajar a velocidades espaciales. Su gran poder fue incluso capaz de derrotar en una ocasión al mismo Galactus.
Al igual que sucedía con Jean Grey, la manifestación del Fénix, en Rachel, se presenta como un enorme ave de fuego, amarilla, naranja o azul.

## Otras Versiones

### Dinastía de M
Rachel es junto con Psylocke, una de las pocas personas de la Tierra capaz de salvarse del hechizo de la Bruja Escarlata al acceder al "White Hot Room" del Fénix. Al volver a la Tierra, Rachel se hace pasar como guardaespaldas de Psylocke.

## En otros medios

### Televisión
- Rachel Summers tuvo una aparición inesperada en la serie de televisión animada X-Men de mediados de la década de 1990 con su atuendo de Hound. Se la puede ver en la historia de varias partes "Más allá del bien y del mal" (Parte 4) como uno de los psíquicos cautivos de Apocalipsis.[35]
- Rachel Summers / Madre Askani hace un cameo en el episodio de X-Men '97 "La tolerancia es Extinción - Parte 3", con la voz de Gates McFadden.

### Videojuegos
- Rachel Summers es un personaje jugable en X-Men II: The Fall of the Mutants. Durante el juego, el jugador tenía la opción de utilizar su ataque "psi-flash", donde su rapaz de Phoenix aturdiría a sus oponentes; o si su poder se estaba agotando, un jugador podría usar las alas ardientes de Phoenix para causar daño físico. También fue uno de los pocos personajes voladores del juego junto a Jean Grey, Archangel y Rogue.[36][37]
- Rachel Summers es un personaje jugable en X-Men: Battle of the Atom.
- Rachel Summers es un personaje jugable en Marvel Future Fight.[38]Se puede comprar con cristales en la "Sala del Peligro".